# 普罗旺斯地区佩罗勒
普罗旺斯地区佩罗勒（法語：Peyrolles-en-Provence，法語發音：[pɛʁɔl ɑ̃ pʁɔvɑ̃s]）是法国罗讷河口省的一个市镇，属于普罗旺斯地区艾克斯区。

## 地理
普罗旺斯地区佩罗勒（43°38'44"N, 5°35'6"E）面积34.9 平方千米，位于法国普罗旺斯-阿尔卑斯-蓝色海岸大区罗讷河口省，该省份为法国东南部沿海省份，北起沃克吕兹省，西接加尔省，南濒地中海，东临瓦尔省。
与普罗旺斯地区佩罗勒接壤的市镇（或旧市镇、城区）包括：茹克、梅拉尔格、沃夫纳格、佩尔蒂。

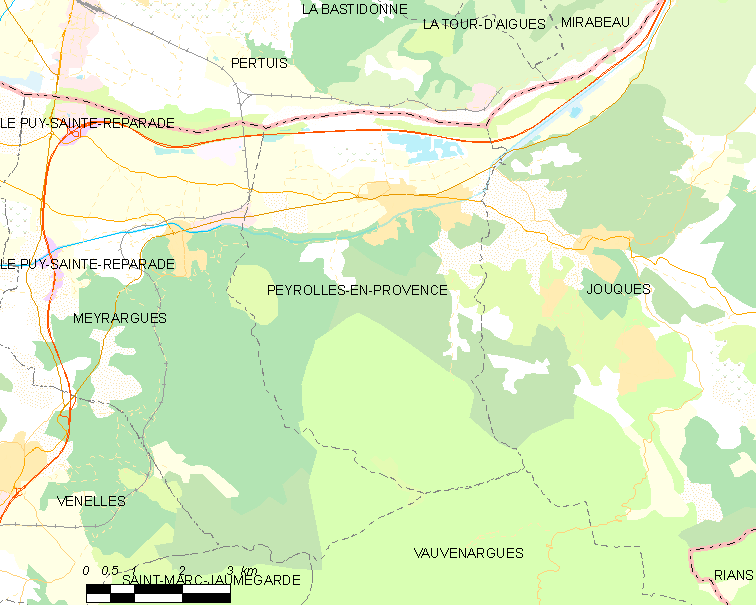
普罗旺斯地区佩罗勒的OSM定位图

普罗旺斯地区佩罗勒的时区为UTC+01:00、UTC+02:00（夏令时）。

## 行政
普罗旺斯地区佩罗勒的邮政编码为13860，INSEE市镇编码为13074。

## 政治
普罗旺斯地区佩罗勒所属的省级选区为特雷茨县。

## 人口

1962-2008年间普罗旺斯地区佩罗勒人口变化图示

普罗旺斯地区佩罗勒于2022年1月1日时的人口数量为5316人。